# نگارخانه آرتور سکلر
نگارخانه آرتور سکلر (به انگلیسی: Arthur M. Sackler Gallery) تأسیس ۱۹۸۲، یکی از مراکز فرهنگی در شهر واشینگتن، دی.سی. پایتخت ایالات متحده آمریکا است. این موزه متعلق به مؤسسه اسمیتسونین است و در کنار نگارخانه هنر فریر قرار دارد.
نگارخانه آرتور سکلر دارای مجموعه بزرگی از آثار مربوط به تاریخ ایران باستان و تاریخ ایران پس از اسلام از جمله بشقاب شاپور است.

## نگارخانه

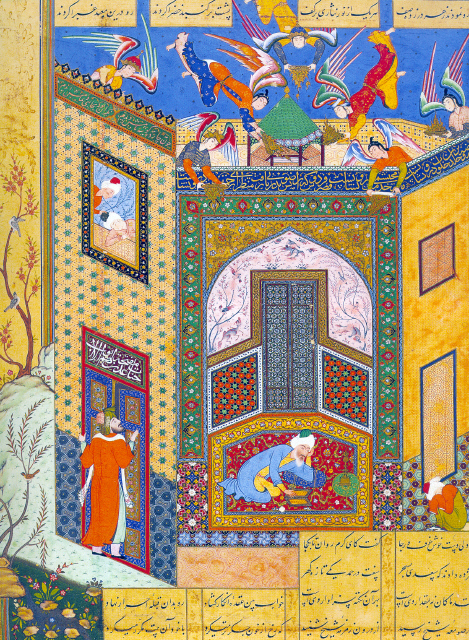
جامی. نسخه خطی قرن ۱۶ میلادی
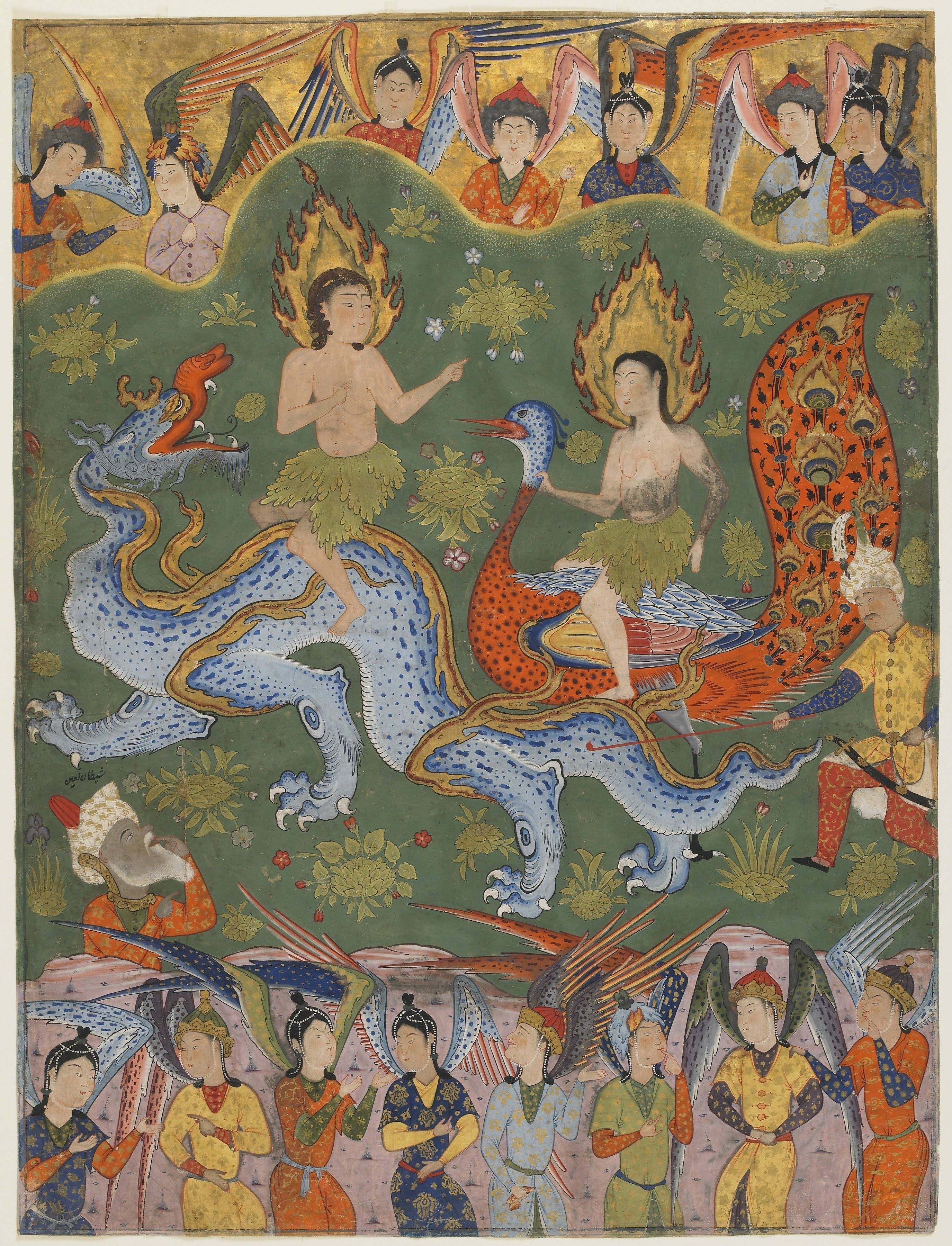
آدم و حوا. دوره صفوی
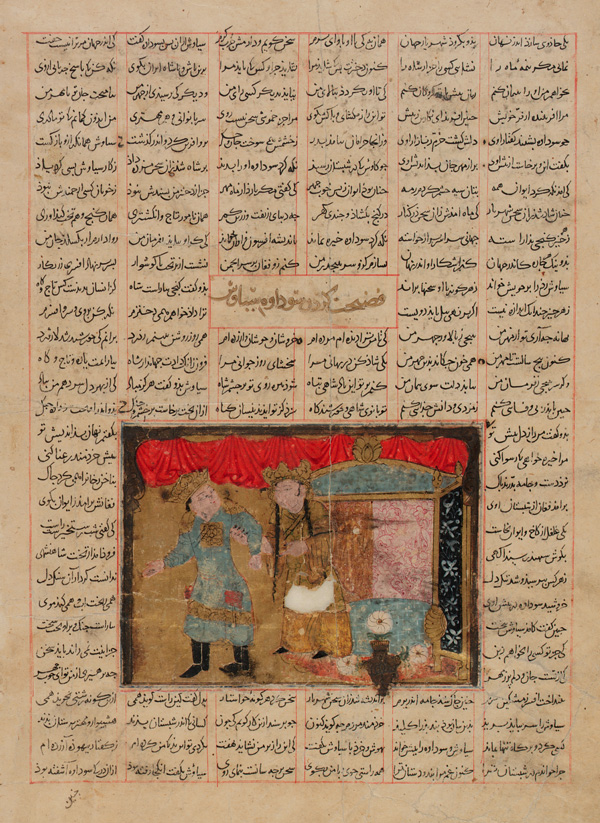
سیاوش و سودابه. شاهنامه فردوسی. قرن چهاردهم میلادی
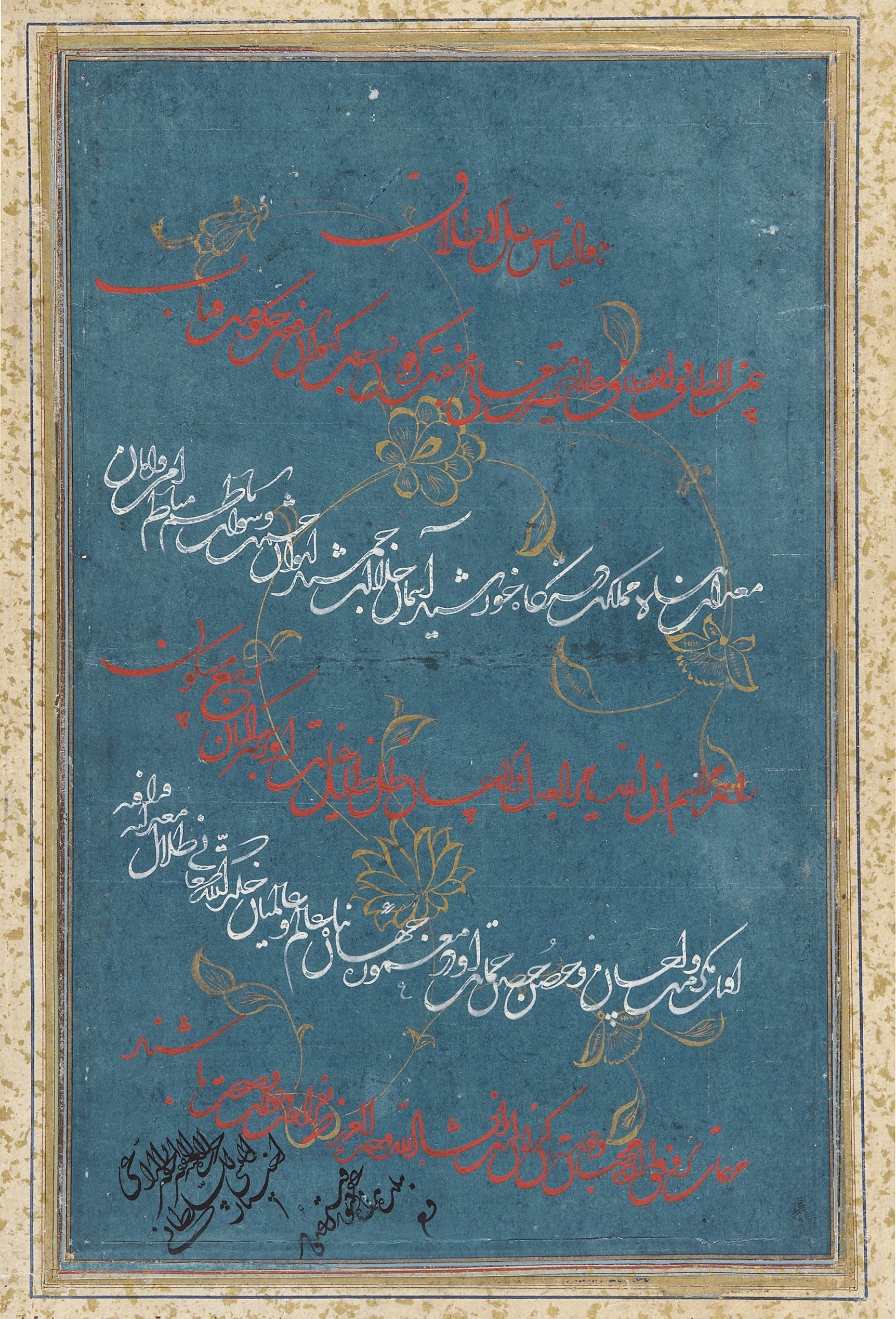
خط نستعلیق قرن دهم هجری اثر کمال الدین.